# Antoine (entreprise)
Pour les articles homonymes, voir Antoine.

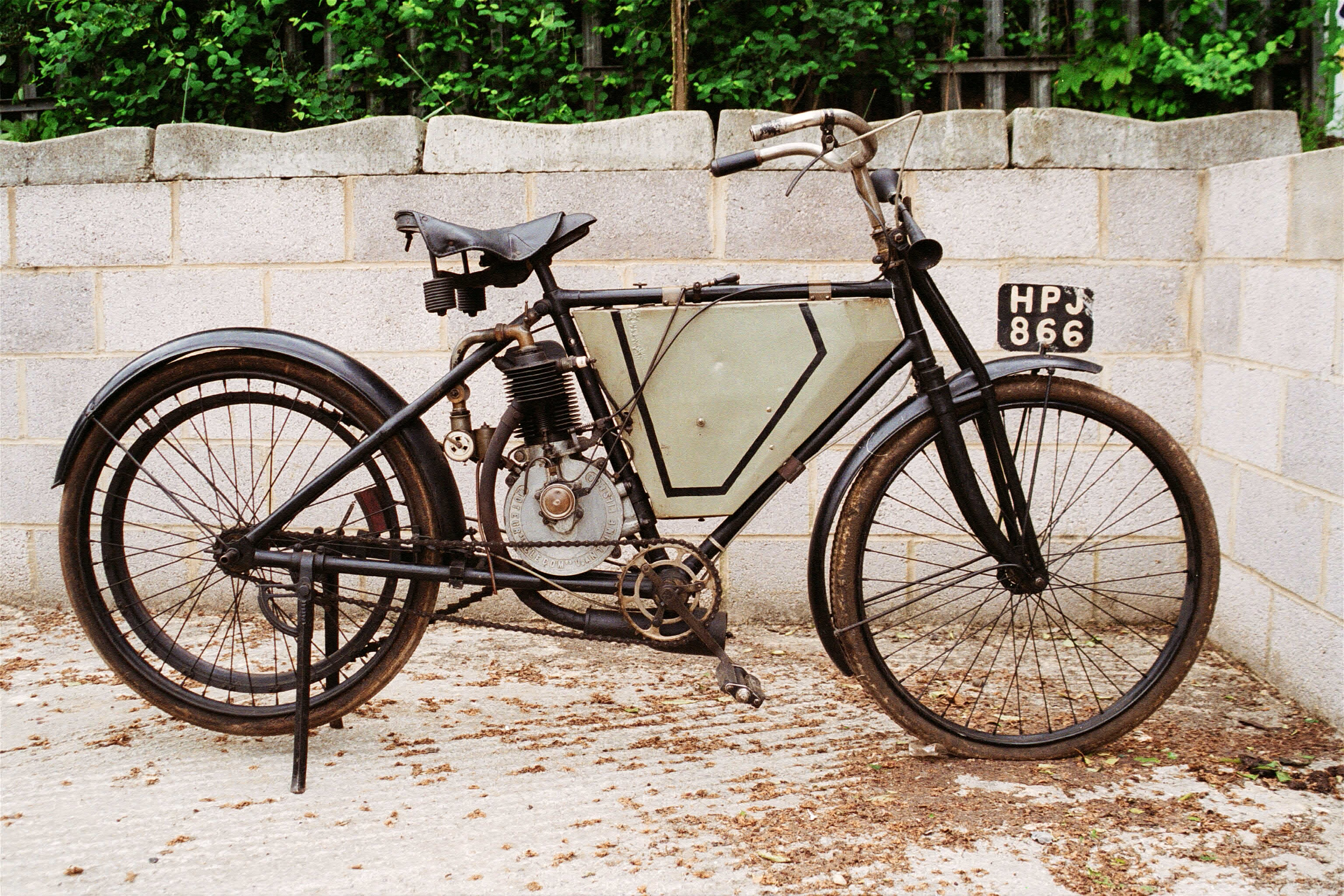
Moto Ormonde 1902 du London Motorcycle Museum

Antoine, officiellement V. Antoine Fils & Co, était une entreprise belge, basée à Liège. Elle a fabriqué des automobiles et des motos sous la marque Antoine de 1900 à 1903. Elle utilisait des moteurs Kelecom provenant de la société belge CIE. Elle fabriqua également des moteurs de 15/25 cv pour d’autres constructeurs jusque 1905.